# Собор в Фарасе
Собор в Фарасе, Фарасский собор — раннехристианский собор коптской Церкви, действовавший в период с VII по XIV век. Находится в исторической местности в Фарас на территории нынешнего Судана.

## Описание
Обнаружен и изучен в 1961—1964 годах группой польских археологов под руководством профессора Казимежа Михаловского во время международной экспедиции в Нубии под эгидой ЮНЕСКО.
Епископство в Пахорасе (старое название Фараса) было установлено в 20-е годы VII века. Первым епископом был Этиос (Aetios). Этому епископу приписывают начало возведения собора, называемого в науке собором Этиоса, или собор 1. Собор представляет собой базилику с нефом размером 25,0×14,8 м, построенным из блоков песчаника.
В начале VIII века базилика Этиоса в значительной мере была разобрана, и на её месте построили другой, более высокий собор, названный именем епископа Паулоса. Изначально храм имел пять нефов, но после очередной реконструкции стал сооружением с тремя нефами размером 24,5 х 24 м. Нижняя часть стен сделана из блоков известняка, а верхняя — из кирпича. Археологи обнаружили на внешних и особенно внутренних стенах около 170 стенных росписей, сделанных в технике а секко и относящихся к периоду от VIII до XIV века. Было снято 120 памятников стенной живописи, 67 из них (в основном VIII века) были переданы в собрание Национального музея в Варшаве (Галерею Фарас), а остальные были переданы в Хартум (в основном X—XI в.).